# 시샤구

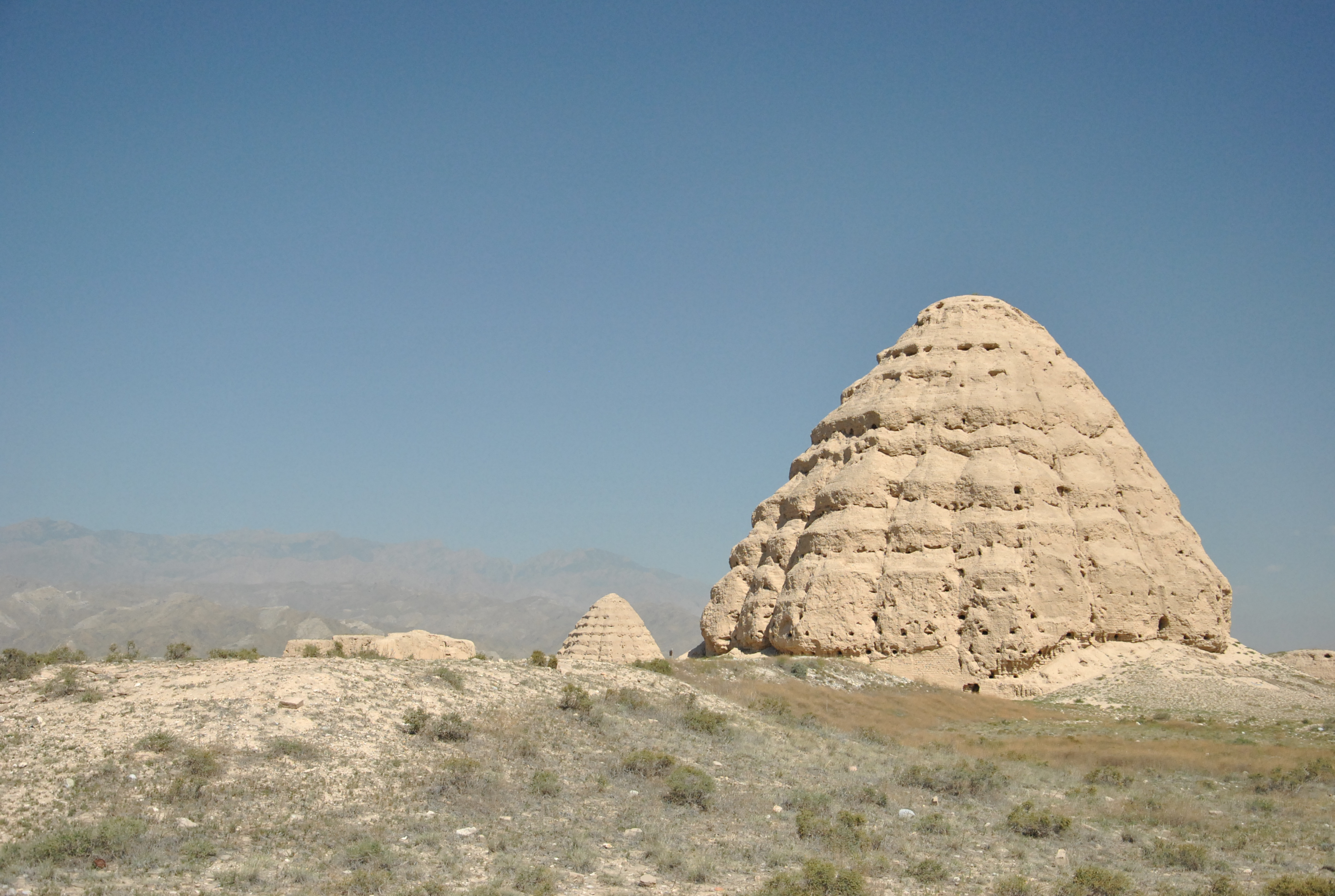

시샤구(한국어: 서하구, 중국어: 西夏区, 병음: Xīxià Qū)는 중국 닝샤 후이족 자치구 인촨 시의 현급 행정구역이다. 넓이는 1130km2이고, 인구는 2007년 기준으로 230,000명이다.
시샤 구는 최근에 급속히 산업 개발이 이루어진 곳이다. 그러나 시샤는 산업 개발이 이루어진 구인 동시에 농업 구로 유제품과 식품 작물의 생산량이 계속 줄어들지 않고 있다.

## 행정 구역
6개 가도, 2개 진을 관할한다.
- 가도: 西花园路街道, 北京西路街道, 文昌路街道, 朔方路街道, 宁华路街道, 贺兰山西路街道.
- 진: 兴泾镇, 镇北堡镇.